# Landeselternvertretung
Die Landeselternvertretung ist die aus den Landesgesetzen legitimierte Vertretung aller Eltern des jeweiligen Bundeslandes in allen schulischen Fragen, sowie in Hessen seit dem 30. Juni 2023 im Bezug auf Kindertagesstätten. Sie gestaltet selbständig und eigenverantwortlich ihre organisatorische und inhaltliche Arbeit, berät und beschließt über ihre Ziele und nimmt die gesetzlichen Mitwirkungsrechte der Eltern wahr.
Sie koordiniert die Elternmitarbeit innerhalb des Landes, arbeitet eng mit den zuständigen Ministerien zusammen und berät diese bei der Ausgestaltung des Schul- und Betreuungswesens. Sie pflegt die Zusammenarbeit mit den lokalen Elternbeiräten und – soweit vorhanden – zu regionalen Elternvertretungen (Kreiselternbeiräte, Regionalelternbeiräte und ähnliche).

## Länderspezifische Unterschiede
Der Föderalismus und die Länderhoheit für den Bereich der Schulen führen zu Unterschieden bei den konkreten Bezeichnungen und Aufgaben der Landeselternvertretungen. Die oberste, zentrale Elternvertretung auf Landesebene hat in den einzelnen Bundesländern folgende Bezeichnung:
- Baden-Württemberg – Landeselternbeirat (LEB) Baden-Württemberg
- Bayern hat keine gesetzliche Landeselternvertretung
- Berlin – Landeselternausschuss Berlin
- Brandenburg – Landeselternrat (LER) Brandenburg
- Bremen – Zentralelternbeirat Bremen
- Hamburg – Elternkammer Hamburg
- Hessen – Landeselternbeirat (LEB) Hessen und Landeselternvertretung (LEV)
- Mecklenburg-Vorpommern – Landeselternrat (LER) Mecklenburg-Vorpommern
- Niedersachsen – Landeselternrat Niedersachsen
- Nordrhein-Westfalen hat keine gesetzliche Landeselternvertretung
- Rheinland-Pfalz – LandesElternBeirat (LEB) Rheinland-Pfalz
- Saarland – Gesamtlandeselternvertretung des Saarlandes
- Sachsen – Landeselternrat Sachsen
- Sachsen-Anhalt – Landeselternrat Sachsen-Anhalt
- Schleswig-Holstein –  Landeselternbeirat (LEB) Schleswig-Holstein
- Thüringen – Landeselternvertretung (LEV) Thüringen

In einigen Bundesländern wie z. B. Nordrhein-Westfalen gibt es mit der Landeselternkonferenz, den Dachverband der nach §62/72 SchulG gewählten Stadtschulpflegschaften und darüber hinaus manche schulartspezifische Landesvertretungen (siehe Elternverband).
Die Landeselternvertretungen haben sich in einer freiwilligen Arbeitsgemeinschaft zum Bundeselternrat (BER) zusammengeschlossen.